# Andrew Johnson
}}
Andrew Johnson (Raleigh, 29 de diciembre de 1808-Elizabethton, 31 de julio de 1875) fue el decimoséptimo presidente de los Estados Unidos, ocupando el cargo desde 1865 hasta 1869 tras el asesinato de Abraham Lincoln, de quien había sido vicepresidente. Ya que la guerra de Secesión había finalizado poco antes de su presidencia, Johnson se preocupó por comenzar con la reconstrucción de los estados que se habían separado de la Unión, pero encontró la oposición de la mayoría republicana en el congreso y fue sometido a un juicio político.
Johnson nació en el seno de una familia pobre en Raleigh, la capital de Carolina del Norte. Fue aprendiz de sastre y trabajó en varios pueblos antes de mudarse definitivamente a Greeneville, Tennessee, ciudad en donde llegó a ocupar los cargos de concejal y alcalde. En 1835 fue elegido en la cámara de representantes de Tennessee y luego en la Cámara de Representantes de los Estados Unidos en 1843, cargo que desempeñó por diez años. Fue gobernador de Tennessee por cuatro años y fue elegido senador en 1857.
Fue el único senador del Sur que no dejó su puesto a la secesión y se convirtió en el más prominente demócrata proguerra del Sur. En 1862, Lincoln nombró a Johnson como gobernador militar de Tennessee, donde demostró dinamismo y la eficacia en la lucha contra la rebelión. Su política de reconciliación hacia el Sur, su prisa por reincorporar a los ex Confederados de nuevo a la Unión estadounidense y sus vetos de los proyectos de ley de derechos civiles le envuelve en una amarga disputa con los republicanos. Los republicanos en la Cámara de Representantes intentaron destituirlo por juicio político en 1868 y fue absuelto por un solo voto en el Senado, el de Edmund G. Ross. Fue el primer presidente de Estados Unidos en ser enjuiciado por un impeachment, aunque el proceso no culminara con su destitución.
Durante su mandato tuvo lugar la compra de Alaska a la Rusia Imperial por un importe de 7,2 millones de dólares estadounidenses de la época.

## Biografía

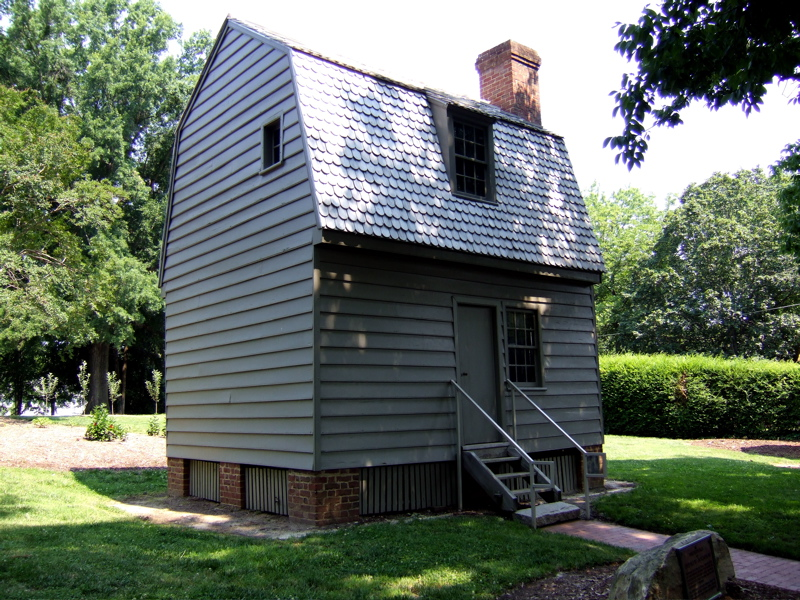
El lugar de nacimiento y el hogar de la infancia de Johnson, ubicado en Mordecai Historic Park en Raleigh, Carolina del Norte

Andrew Johnson nació en Raleigh, Carolina del Norte, el 29 de diciembre de 1808, su padre fue Jacob Johnson (1778-1812) y su madre Mary ("Polly") McDonough (1783-1856), lavandera y de ascendencia inglesa, escocesa e irlandesa. Tenía un hermano William, cuatro años mayor que él, y una hermana mayor, Elizabeth, que murió en la infancia. El nacimiento de Johnson en una choza de dos habitaciones fue una ventaja política a mediados del siglo XIX, y con frecuencia les recordaba a los votantes sus humildes orígenes. Jacob Johnson era un hombre pobre, al igual que su padre, William Johnson, pero se convirtió en alguacil de la ciudad de Raleigh antes de casarse y formar una familia. Tanto Jacob como Mary eran analfabetos y habían trabajado como sirvientes de taberna, mientras que Johnson nunca asistió a la escuela y creció en la pobreza. Jacob murió de un aparente ataque al corazón mientras tocaba la campana del pueblo, poco después de rescatar a tres hombres que se estaban ahogando, cuando su hijo Andrew tenía tres años. Polly Johnson trabajaba como lavandera y se convirtió en el único sostén de su familia. Luego se despreció su ocupación, ya que a menudo la llevaba a otras casas sin compañía. Dado que Andrew no se parecía a ninguno de sus hermanos, hay rumores de que pudo haber sido engendrado por otro hombre. Polly Johnson finalmente se volvió a casar con un hombre llamado Turner Doughtry, que era tan pobre como ella.
La madre de Johnson puso a su hijo William como aprendiz en la tienda de un sastre, James Selby. Andrew también se convirtió en aprendiz en la tienda de Selby a los diez años y estaba legalmente obligado a servir hasta los 21. Johnson vivió con su madre durante parte de su servicio, y uno de los empleados de Selby le enseñó a leer y escribir rudimentariamente. Su educación se complementó con la asistencia de ciudadanos que acudían a la tienda de Selby a leerles a los sastres mientras trabajaban. Incluso antes de convertirse en aprendiz, Johnson iba a escuchar. Las lecturas le inculcaron un amor por el aprendizaje que perduró toda la vida, y su biógrafa Annette Gordon-Reed sugiere que Johnson, quien posteriormente se convertiría en un talentoso orador, aprendió el arte enhebrando agujas y cortando telas.
Johnson no estaba contento en casa de James Selby y, después de unos cinco años, él y su hermano huyeron. Selby respondió ofreciendo una recompensa por su regreso: "Diez dólares de recompensa". Huyeron del suscriptor, dos aprendices, legalmente vinculados, llamados William y Andrew Johnson. ... [pago] a quien me entregue dichos aprendices en Raleigh, o daré la recompensa mencionada solo por Andrew Johnson. Los hermanos fueron a Carthage, Carolina del Norte, donde Johnson trabajó como sastre durante varios meses. Temiendo ser arrestado y devuelto a Raleigh, Johnson se mudó a Laurens, Carolina del Sur . Encontró trabajo rápidamente, conoció a su primer amor, Mary Wood, y le regaló una colcha. Sin embargo, ella rechazó su propuesta de matrimonio. Regresó a Raleigh con la esperanza de comprar su aprendizaje, pero no logró llegar a un acuerdo con Selby. Incapaz de quedarse en Raleigh, donde corría el riesgo de ser arrestado por abandonar a Selby, decidió mudarse al oeste.
Johnson partió de Carolina del Norte hacia Tennessee, viajando principalmente a pie. Tras una breve estancia en Knoxville, se mudó a Mooresville, Alabama. Luego trabajó como sastre en Columbia, Tennessee, pero su madre y su padrastro lo llamaron de regreso a Raleigh, quienes vieron pocas oportunidades allí y deseaban emigrar al oeste. Johnson y su grupo viajaron a través de las Montañas Blue Ridge hasta Greeneville, Tennessee . Andrew Johnson se enamoró del pueblo a primera vista y, al alcanzar la prosperidad, compró el terreno donde había acampado por primera vez y plantó un árbol en su memoria.
En Greeneville, Johnson estableció un exitoso negocio de sastrería frente a su casa. En 1827, a la edad de 18 años, se casó con Eliza McCardle, de 16 años, hija de un zapatero local. La pareja se casó por el juez de paz Mordecai Lincoln, primo hermano de Thomas Lincoln, cuyo hijo se convertiría en presidente. Los Johnson estuvieron casados durante casi 50 años y tuvieron cinco hijos: Martha (1828), Charles (1830), Mary (1832), Robert (1834) y Andrew Jr. (1852). Aunque tenía tuberculosis, Eliza apoyó los esfuerzos de su esposo. Le enseñó habilidades matemáticas y lo instruyó para mejorar su escritura. Tímida y retraída por naturaleza, Eliza Johnson solía permanecer en Greeneville durante el ascenso político de Johnson. No se la veía a menudo durante la presidencia de su esposo; su hija Martha solía servir como anfitriona oficial.
El negocio de sastrería de Johnson prosperó durante los primeros años de su matrimonio, lo que le permitió contratar personal y le proporcionó los fondos para invertir con rentabilidad en bienes raíces. Más tarde, presumió de su talento como sastre: «Mi trabajo nunca se rompió ni cedió». Era un lector voraz. Los libros sobre oradores famosos despertaron su interés por el diálogo político, y mantenía debates privados sobre los temas de actualidad con clientes que tenían opiniones opuestas. También participó en debates en el Greeneville College.
Andrew Johnson liberó a sus esclavos el 8 de agosto de 1863; permanecieron con él como sirvientes a sueldo. Un año después, Johnson, como gobernador militar de Tennessee, proclamó la libertad de los esclavos de Tennessee. Sam y Margaret, antiguos esclavos de Johnson, vivieron en su sastrería mientras él era presidente, sin pagar alquiler. Como muestra de agradecimiento por proclamar la libertad, los recién emancipados de Tennessee le regalaron a Andrew Johnson un reloj con la inscripción "Por su incansable energía en la causa de la libertad".

## Trayectoria Política
Johnson ayudó a organizar la candidatura de los Mecánicos (Trabajadores) en las elecciones municipales de Greeneville de 1829. Fue elegido concejal de la ciudad, junto con sus amigos Blackston McDannel y Mordecai Lincoln.
El 4 de enero de 1834, sus compañeros concejales lo eligieron alcalde de Greeneville. En 1840, Johnson fue elegido elector presidencial de Tennessee, lo que le dio mayor visibilidad a nivel estatal. Aunque el presidente demócrata Martin Van Buren fue derrotado por el exsenador de Ohio William Henry Harrison, Johnson fue clave para mantener el condado de Greene en la columna demócrata.  Fue elegido para el Senado de Tennessee en 1841, donde cumplió un mandato de dos años.

### Representante de los Estados Unidos (1843–1853)
En Washington, se unió a una nueva mayoría demócrata en la Cámara de Representantes. Johnson abogó por los intereses de los pobres, mantuvo una postura antiabolicionista, abogó por un gasto gubernamental limitado y se opuso a los aranceles proteccionistas. Con Eliza permaneciendo en Greeneville, el congresista Johnson evitó las funciones sociales a favor de estudiar en la Biblioteca del Congreso. Aunque un compañero demócrata de Tennessee, James K. Polk, fue elegido presidente en 1844, y Johnson había hecho campaña por él, los dos hombres tenían relaciones difíciles, y el presidente Polk rechazó algunas de sus sugerencias de patrocinio.
Johnson creía, al igual que muchos demócratas sureños, que la Constitución protegía la propiedad privada, incluyendo a los esclavos, y por lo tanto prohibía a los gobiernos federal y estatal abolir la esclavitud. Ganó un segundo mandato en 1845 contra William G. Brownlow, presentándose como el defensor de los pobres contra la aristocracia. En su segundo mandato, Johnson apoyó la decisión de la administración Polk de luchar en la Guerra de México, vista por algunos norteños como un intento de ganar territorio para expandir la esclavitud hacia el oeste, y se opuso a la Cláusula Wilmot, una propuesta para prohibir la esclavitud en cualquier territorio obtenido de México. Presentó por primera vez su Proyecto de Ley de Homestead, para otorgar 160 acres (64,7 ha) a las personas dispuestas a establecerse en la tierra y obtener el título de propiedad. Esta cuestión era especialmente importante para Johnson debido a sus propios comienzos humildes.
En las elecciones presidenciales de 1848, los demócratas se dividieron por la cuestión de la esclavitud, y los abolicionistas formaron el Partido del Suelo Libre, con el expresidente Van Buren como su candidato. Johnson apoyó al candidato demócrata, el exsenador de Michigan Lewis Cass. Con el partido dividido, el candidato Whig, el general Zachary Taylor, obtuvo una victoria fácil y se impuso en Tennessee. La relación de Johnson con Polk siguió siendo precaria; el presidente registró lo siguiente sobre su última recepción de Año Nuevo en 1849:

Entre los visitantes que observé hoy entre la multitud se encontraba el honorable Andrew Johnson, de la Cámara de Representantes. Aunque representa a un distrito demócrata de Tennessee (mi propio estado), es la primera vez que lo veo durante la actual sesión del Congreso. Aunque se declara demócrata, ha sido políticamente hostil hacia mí durante todo mi mandato, si no personalmente. Es muy vengativo y perverso en su carácter y conducta. Si tuviera la hombría y la independencia necesarias para declarar abiertamente su oposición, sabe que no podría ser elegido por sus electores. No soy consciente de haberle dado nunca motivos para ofenderse.

Johnson, debido al interés nacional en la construcción de nuevos ferrocarriles y en respuesta a la necesidad de un mejor transporte en su propio distrito, también apoyó la asistencia del gobierno para el Ferrocarril del Este de Tennessee y Virginia.
Durante este período, Johnson se convirtió en masón, iniciado en la Logia Greenville No. 119 en Greenville, Tennessee.

### Gobernador de Tennessee (1853–1857)
Johnson ganó las elecciones por 63.413 votos contra 61.163; algunos votos a su favor se emitieron a cambio de su promesa de apoyar al Whig Nathaniel Taylor para su antiguo escaño en el Congreso.
Al acercarse las elecciones presidenciales de 1856, Johnson esperaba ser nominado; algunas convenciones de condados de Tennessee lo designaron "hijo predilecto". Su postura de que la esclavitud en ciertas zonas servía a los mejores intereses de la Unión lo convirtió en un candidato de compromiso práctico para la presidencia. Nunca fue un contendiente importante; la nominación recayó en el exsenador de Pensilvania James Buchanan . Aunque ninguno de los dos le impresionó, Johnson hizo campaña por Buchanan y su compañero de fórmula, John C. Breckinridge, quienes resultaron elegidos.

### Senador de los Estados Unidos
Tomó posesión de su cargo cuando el Congreso se reunió en diciembre de 1857 (el mandato de su predecesor, James C. Jones, había expirado en marzo). Llegó a Washington como de costumbre sin su esposa y familia; Eliza visitaría Washington solo una vez durante el primer mandato de Johnson como senador, en 1860. Johnson se dispuso de inmediato a presentar el Proyecto de Ley Homestead en el Senado, pero como la mayoría de los senadores que lo apoyaban eran norteños (muchos asociados con el recién fundado Partido Republicano), el asunto se vio envuelto en sospechas sobre la cuestión de la esclavitud. Los senadores sureños sentían que quienes se aprovechaban de las disposiciones del Proyecto de Ley Homestead tenían más probabilidades de ser norteños no propietarios de esclavos. La cuestión de la esclavitud se había complicado por el fallo de la Corte Suprema a principios de año en Dred Scott contra Sandford de que la esclavitud no podía prohibirse en los territorios. Johnson, un senador esclavista de un estado sureño, pronunció un importante discurso en el Senado el mes de mayo siguiente en un intento de convencer a sus colegas de que el Proyecto de Ley Homestead y la esclavitud no eran incompatibles. Sin embargo, la oposición del Sur fue clave para derrotar la legislación, 30-22. En 1859, fracasó en una votación de procedimiento cuando el vicepresidente Breckinridge rompió un empate contra el proyecto de ley, y en 1860, una versión diluida pasó ambas cámaras, sólo para ser vetada por Buchanan a instancias de los sureños. Johnson continuó su oposición al gasto, presidiendo un comité para controlarlo.

### Gobernador militar de Tennessee
El primer mandato de Johnson en el Senado concluyó en marzo de 1862, cuando Lincoln lo nombró gobernador militar de Tennessee. Gran parte de las zonas central y occidental de ese estado secesionista se había recuperado. Aunque algunos argumentaban que el gobierno civil debía simplemente reanudarse una vez que los confederados fueran derrotados en una zona, Lincoln optó por usar su poder como comandante en jefe para nombrar gobernadores militares sobre las regiones del sur controladas por la Unión. El Senado confirmó rápidamente la nominación de Johnson, junto con el rango de general de brigada. En respuesta, los confederados confiscaron sus tierras y sus esclavos, y convirtieron su hogar en un hospital militar. Más tarde, en 1862, tras su salida del Senado y en ausencia de la mayoría de los legisladores sureños, finalmente se promulgó la Ley de Homestead . Junto con la legislación para las universidades con concesión de tierras y para el ferrocarril transcontinental, se le atribuye a la Ley de Homestead la apertura del oeste de los Estados Unidos a la colonización.
Cuando Lincoln emitió la Proclamación de Emancipación en enero de 1863, declarando la libertad de todos los esclavos en las zonas bajo control de la Confederación, eximió a Tennessee a petición de Johnson. Johnson finalmente decidió que la esclavitud debía terminar. Escribió: «Si la institución de la esclavitud... ... busca derrocarlo [al Gobierno], entonces el Gobierno tiene un claro derecho a destruirlo". Apoyó a regañadientes los esfuerzos para alistar a antiguos esclavos en el Ejército de la Unión, sintiendo que los afroamericanos debían realizar tareas serviles para liberar a los estadounidenses blancos para que lucharan. Sin embargo, tuvo éxito en reclutar a 20.000 soldados negros para servir a la Unión.
En 1860, Johnson se convirtió en compañero de fórmula de Lincoln en su campaña de reelección en 1864. Para promover la unidad en 1864, Lincoln se presentó bajo la bandera del Partido de la Unión Nacional, en lugar de la de los republicanos. En la convención del partido celebrada en Baltimore en junio, Lincoln fue nominado fácilmente, aunque se había hablado de reemplazarlo por un oficial del gabinete o uno de los generales más exitosos. Tras el respaldo de la convención a Lincoln, el exsecretario de Guerra Simon Cameron propuso una resolución para nominar a Hamlin, pero fue rechazada. Johnson fue nominado a vicepresidente por el Comandante en Jefe Allen de Indiana, con el apoyo de un delegado de Iowa. En la primera votación, Johnson lideró con 200 votos, 150 para Hamlin y 108 para Dickinson. En la segunda, Kentucky cambió su voto a favor de Johnson, lo que desencadenó una estampida. Johnson fue nombrado en la segunda votación con 491 votos, 17 para Hamlin y 8 para Dickinson; la nominación fue unánime. Lincoln expresó su satisfacción por el resultado: «Creo que Andy Johnson es un buen hombre». Cuando la noticia llegó a Nashville, se congregó una multitud y el gobernador militar respondió con un discurso en el que sostuvo que su elección como sureño significaba que los estados rebeldes en realidad no habían abandonado la Unión.  Uno de los últimos actos de Johnson como gobernador militar fue certificar los resultados.
Johnson viajó a Washington para jurar su cargo, aunque según Gordon-Reed, «a la luz de lo ocurrido el 4 de marzo de 1865, habría sido mejor que Johnson se hubiera quedado en Nashville». Johnson pudo haber estado enfermo; Castel citó fiebre tifoidea, aunque Gordon-Reed señala que no hay pruebas independientes que respalden ese diagnóstico.  La noche del 3 de marzo, Johnson asistió a una fiesta en su honor en la que bebió mucho. A la mañana siguiente, con resaca, en el Capitolio, le pidió whisky al vicepresidente Hamlin. Hamlin sacó una botella y Johnson tomó dos tragos fuertes, declarando: «Necesito toda la fuerza posible para la ocasión». En la Cámara del Senado, Johnson pronunció un discurso incoherente ante la mirada de Lincoln, el Congreso y los dignatarios. Casi incoherente por momentos, finalmente se detuvo, tras lo cual Hamlin lo juró apresuradamente como vicepresidente. Lincoln, que había observado con tristeza la debacle, fue entonces a su propia juramentación fuera del Capitolio y pronunció su aclamado segundo discurso inaugural. Lincoln declaró, en respuesta a las críticas sobre el comportamiento de Johnson: «Conozco a Andy Johnson desde hace muchos años; cometió un grave desliz el otro día, pero no se asusten; Andy no es un borracho».

### Presidencia (1865-1869)
En la tarde del 14 de abril de 1865, Lincoln y Johnson se reunieron por primera vez desde la investidura. Esa noche, el presidente Lincoln recibió un disparo mortal en el Teatro Ford a manos de John Wilkes Booth, simpatizante de la Confederación. Algunos miembros del Gabinete habían visto a Johnson por última vez, aparentemente borracho, en la toma de posesión. Al mediodía, Johnson celebró su primera reunión de Gabinete en la oficina del Secretario del Tesoro y pidió a todos los miembros que permanecieran en sus puestos. Lincoln murió a las 7:22 de la mañana siguiente; la juramentación de Johnson tuvo lugar entre las 10 y las 11. Estoy con el presidente del Tribunal Supremo, Salmon P. Chase, presidiendo la sesión en presencia de la mayor parte del Gabinete. La actitud de Johnson fue descrita por los periódicos como "solemne y digna". Algunos miembros del Gabinete habían visto a Johnson por última vez, aparentemente borracho, en la toma de posesión. Al mediodía, Johnson celebró su primera reunión de Gabinete en la oficina del Secretario del Tesoro y pidió a todos los miembros que permanecieran en sus puestos.